# サッカーグアム代表
サッカーグアム代表（サッカーグアムだいひょう）は、グアムサッカー協会（GFA）によって編成されるサッカーのナショナルチームである。ホームスタジアムはハガニアにあるグアム・ナショナル・フットボール・スタジアム。
アジアサッカー連盟および東アジアサッカー連盟所属。1976年に結成され、FIFAに加盟したのは1996年である。なお、オセアニアに位置しているが距離や地理的な関係でオセアニアサッカー連盟（OFC）には結成時から加盟していない。またグアムはアメリカ合衆国の領土ではあるが、同様の理由で北中米カリブ海サッカー連盟（CONCACAF）にも加盟経験がない。

## 歴史
2009年3月11日、東アジアサッカー選手権2010予選大会で、モンゴルに1-0で勝ち、FIFA加盟国に対して念願の初勝利を挙げた。その後2011年パシフィックゲームズにおけるサッカー競技では、グループステージでアメリカ領サモアを2-0で破っている。2012年以降は、マカオやチャイニーズタイペイにも勝利した。
2018年ロシアW杯・アジア2次予選のホーム戦では、トルクメニスタンに1-0、インドに2-1で勝利する金星を挙げた。特にインド戦は人口比1：7500を吹き飛ばしての勝利だった。2次予選は2勝1分5敗のグループ4位でワールドカップ3次予選（最終予選）進出はならなかったものの、この成績によりAFCアジアカップ2019の3次予選（最終予選）へ出場できることとなった。しかし資金の問題により、同予選への出場は断念することとなった。

## 成績

### FIFAワールドカップ
グアムサッカー協会設立（1975年）以降について記載
- 1978年 - 不参加
- 1982年 - 不参加
- 1986年 - 不参加
- 1990年 - 不参加
- 1994年 - 不参加
- 1998年 - 不参加
- 2002年 - 予選敗退
- 2006年 - 棄権
- 2010年 - 棄権
- 2014年 - 不参加
- 2018年 - 予選敗退
- 2022年 - 予選敗退
- 2026年 - 予選敗退

### AFCアジアカップ
グアムサッカー協会設立（1975年）以降について記載
- 1976年 - 不参加
- 1980年 - 不参加
- 1984年 - 不参加
- 1988年 - 不参加
- 1992年 - 不参加
- 1996年 - 予選敗退
- 2000年 - 予選敗退
- 2004年 - 予選敗退
- 2007年 - 不参加
- 2011年 - 不参加
- 2015年 - 不参加
- 2019年 - 3次予選出場辞退
- 2023年 - 予選敗退
- 2027年 - 予選敗退

## EAFF E-1サッカー選手権
- 2003年 - 予選敗退
- 2005年 - 予選敗退
- 2008年 - 予選敗退
- 2010年 - 2次予選敗退
- 2013年 - 2次予選敗退
- 2015年 - 2次予選敗退
- 2017年 - 2次予選敗退
- 2019年 - 1次予選敗退
- 2022年 - 不参加
- 2025年 - 予選敗退

### AFCチャレンジカップ
- 2006年 - 1次リーグ敗退
- 2008年 - 予選敗退
- 2010年 - 不参加
- 2012年 - 不参加
- 2014年 - 予選敗退

## 監督
- ウィリー・マクフォール（1998年 - 2003年）
- 神戸清雄（2003年 - 2005年）
- 築舘範男（2005年 - 2009年）
- 内田一夫（2011年 - 2012年）
- ギャリー・ジョン・ホワイト（2012年 - 2016年）
- ダレン・サワツキー（2016年 - 2017年）
- カール・ドッド（2017年 - 現在）

## 歴代選手

### GK
- ダラス・ジェイ
- ショーン・エヴァンス
- ジョン・マイケル・ギドロス
- ジョシア・ジョーンズ
- ザイン・ロッカ

### DF
- アレックス・リー
- ミカ・ポーリーノ
- メイソン・グライムス
- ジャスティン・リー
- ブランドン・マクドナルド
- アドルフ・デラガルサ
- スコット・レオン・ゲレーロ
- ショーン・ヒーリー
- ジョナハン・ロメロ
- 伊藤匠
- デーン・オーギュスタン
- アイザイア・ラグタン
- 森本レオン
- ネイト・リー
- アンソニー・キダシェイ・ジュニア

### MF
- ジェイソン・カンリフ
- ライアン・ガイ
- イアン・マリアーノ
- マーカス・ロペス
- 勝俣凛
- トラヴィス・ニクラウ
- ジュード・ビショフ
- ミシェル・カスタニェダ
- ジェイソン・カストロ
- アレック・タイタグ
- カイル・ハレハレ

### FW
- タイ・パーディド
- コナー・カッペレッティ
- シェーン・マルコム
- オズ・ロッカ
- ジョン・マトキン
- エディー・ナ
- カエオ・ゴンサルヴェス
- レヴィ・ベリ